# Simone Pepe
Simone Pepe (Albano Laziale, 30 augustus 1983) is een Italiaans betaald voetballer die bij voorkeur als rechtervleugelaanvaller speelt. Hij verruilde in augustus 2015 Juventus voor Chievo Verona. Een jaar later verliet hij deze club om voor Pescara te voetballen. Op 11 oktober 2008 debuteerde hij in het Italiaans voetbalelftal, met een basisplaats in een WK-kwalificatiewedstrijd tegen Bulgarije, die in 0–0 eindigde.

## Clubcarrière
Pepe's carrière begon bij AS Roma. Het eerste halfjaar van het seizoen 2001/02 zat hij bij de A-selectie van de Giallorossi, maar nog voordat hij een wedstrijd had gespeeld, werd hij uitgeleend aan Calcio Lecco 1912 om ervaring op te doen. In de tweede helft van het seizoen 2001/02 speelde Pepe bij Lecco 1912 vijf wedstrijden in de Serie C1.
In het seizoen 2002/03 werd Pepe uitgeleend aan een andere club uit de Serie C, Teramo Calcio. In 31 wedstrijden maakte hij voor Teramo één doelpunt. Serie B-club US Palermo nam hem vervolgens over en verkreeg daarbij vijftig procent van zijn transferrechten voor een bedrag van duizend euro. Palermo werd dat seizoen (2003/04) kampioen; Pepe speelde in negentien competitiewedstrijden mee en was eenmaal trefzeker. Palermo hield hem het volgende seizoen bij de selectie, mede omdat Luca Toni naar ACF Fiorentina vertrok. In het eerste halfjaar van het seizoen 2005/06 wist Pepe de leiding van Palermo niet te overtuigen en kwam hij in drie wedstrijden in actie. Halverwege het seizoen vertrok hij naar Udinese, dat de overige vijftig procent van zijn transferrechten van AS Roma had gekocht. In plaats van het volgende seizoen actief te zijn in de Serie A, besloot Palermo om Pepe nog een jaar ervaring op te laten doen in de Serie B. Hij werd uitgeleend aan Piacenza. Voor Piacenza speelde de vleugelaanvaller 29 competitiewedstrijden, waarin hij twaalf keer scoorde.

### Udinese en Juventus
In de winterstop van het seizoen 2005/06 werd Pepe tegelijkertijd met Salvatore Masiello en Nicola Santoni door Udinese aangetrokken. Deze transfers pasten in de filosofie van de club, die al enkele jaren succesvol was met het aantrekken van jonge, talentvolle spelers. Ook in de tweede seizoenshelft kwam Pepe echter maar zes wedstrijden in actie.
Voor het seizoen 2006/07 werd Pepe uitgeleend aan Cagliari, omdat Udinese besloot Asamoah Gyan terug te halen van zijn verhuurperiode, nadat deze het wereldkampioenschap voetbal 2010 met Ghana had gespeeld. De tweede periode van Simone Pepe bij de ploeg uit Udine zou succesvoller zijn. In de eerste drie seizoenen zou hij respectievelijk 33, 33 en 32 wedstrijden spelen, waarin hij veertien doelpunten maakte. In het seizoen 2010/2011 staat de teller op 26 wedstrijden en vier doelpunten.
Pepe maakte in eerste instantie op huurbasis de overstap naar Juventus. De club uit Turijn huurde de middenvelder voor één seizoen van Udinese. Na afloop van het seizoen in de Serie A werd bekeken of Pepe definitief naar Turijn zou verhuizen. In het seizoen 2010/11 speelde hij dertig wedstrijden voor Juventus in de Serie A, waarin hij vier doelpunten maakte. In de Serie A 2011/12 was Pepe zesmaal trefzeker in 31 competitieduels; het was tevens zijn laatste seizoen als basisspeler bij Juventus, daar hij in de volgende seizoenen minder aan spelen toekwam. In het gehele competitieseizoen 2012/13 kreeg Pepe twintig minuten speeltijd, tegenover zestien minuten in het seizoen 2013/14. In de jaargang 2014/15, waarin Juventus voor de vierde maal op rij landskampioen werd en ook het bekertoernooi won, speelde Pepe twaalf wedstrijden en maakte hij voor het eerst sinds ruim twee jaar weer een doelpunt: op 23 mei 2015 benutte hij in de derde minuut van de blessuretijd een door scheidsrechter Luca Banti toegekende strafschop (eindstand 3–1 winst).

### Chievo Verona
Pepe verruilde Juventus in augustus 2015 voor Chievo Verona.

## Interlandcarrière
Nadat Pepe eerder Italië had vertegenwoordigd in de jeugdelftallen onder 17, 19 en 20, maakte hij op 11 oktober 2008 zijn debuut in het Italiaans voetbalelftal in de WK-kwalificatiewedstrijd tegen Bulgarije (0–0), net als Giuseppe Rossi (Villareal). Pepe behoorde tot de selectie van Italië voor de FIFA Confederations Cup 2009 in Zuid-Afrika. Hij speelde mee in de wedstrijden tegen Zuid-Afrika (1–0 nederlaag) en Brazilië (3–0 nederlaag). In de zomer van 2010 werd Pepe opgenomen in de selectie voor het wereldkampioenschap voetbal 2010. Hij speelde in de groepsduels tegen Paraguay (1–1), Nieuw-Zeeland (1–1) en Slowakije (2–3). Italië won geen van zijn wedstrijden en verliet het toernooi na de groepsfase. Op 15 november 2011 speelde Pepe zijn 23ste en laatste interland, een vriendschappelijke wedstrijd tegen Uruguay (0–1 verlies).

## Statistieken
| Seizoen | Club                       | Wedstrijden | Goals | Competitie |
| ------- | -------------------------- | ----------- | ----- | ---------- |
| 2001/02 | AS Roma                    | 0           | 0     | Serie A    |
| 2001/02 | → Calcio Lecco 1912 (huur) | 5           | 0     | Serie C    |
| 2002/03 | → Teramo Calcio (huur)     | 31          | 11    | Serie C    |
| 2003/04 | US Palermo                 | 19          | 1     | Serie B    |
| 2004/05 | → Piacenza Calcio (huur)   | 30          | 12    | Serie B    |
| 2005/06 | US Palermo                 | 3           | 0     | Serie A    |
| 2005/06 | Udinese                    | 6           | 0     | Serie A    |
| 2006/07 | → Cagliari Calcio (huur)   | 36          | 3     | Serie A    |
| 2007/08 | Udinese                    | 33          | 3     | Serie A    |
| 2008/09 | Udinese                    | 33          | 4     | Serie A    |
| 2009/10 | Udinese                    | 26          | 4     | Serie A    |
| 2010/11 | → Juventus (huur)          | 29          | 5     | Serie A    |
| 2011/12 | Juventus                   | 31          | 6     | Serie A    |
| 2012/13 | Juventus                   | 1           | 0     | Serie A    |
| 2013/14 | Juventus                   | 2           | 0     | Serie A    |
| 2014/15 | Juventus                   | 12          | 1     | Serie A    |
| Totaal  | Totaal                     | 291         | 40    |            |

## Erelijst
Palermo
- Kampioen Serie B

2003/04
 Juventus
- Kampioen Serie A

2011/12, 2012/13, 2013/14, 2014/15
- Coppa Italia

2014/15